# Australisk pelikan
Australisk pelikan (Pelecanus conspicillatus), tidigare ofta kallad glasögonpelikan, är en fågel i familjen pelikaner inom ordningen pelikanfåglar.

## Utbredning och systematik
Den lever i Australien, Nya Guinea, Salomonöarna och Östtimor. Som partiell flyttfågel kan den även ses på Fiji, Nauru, Nya Kaledonien, Nya Zeeland, Palau och Vanuatu.

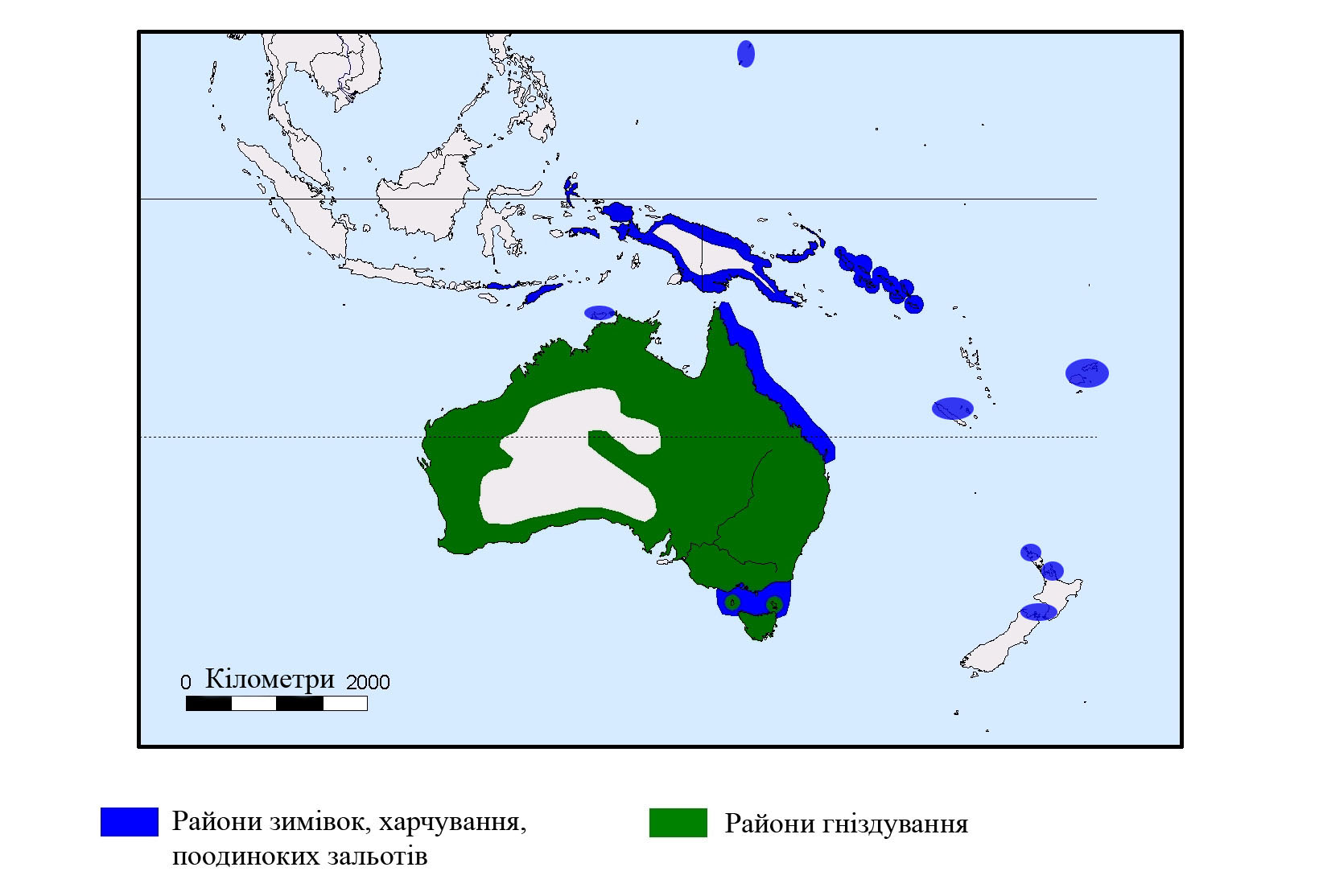
Utbredningsområdet för australisk pelikan, med blått utanför häckningstid och grönt året runt.

Arten tillhör en grupp pelikaner som också inkluderar fläcknäbbad pelikan, krushuvad pelikan och rosaryggig pelikan. Den behandlas som monotypisk, det vill säga att den inte delas in i några underarter.

## Utseende
Australisk pelikan är i jämförelse med andra pelikaner en medelstor art, med en vingbredd på 2,3-2,6 meter och en vikt mellan fyra och 13 kilogram. Fjäderdräkten är övervägande vit med svart på större delen av vingarna. Den har blågrå näbb och en blekt rosa mycket stor näbb, faktiskt störst i hela fågelvärlden, upp till en halv meter lång.

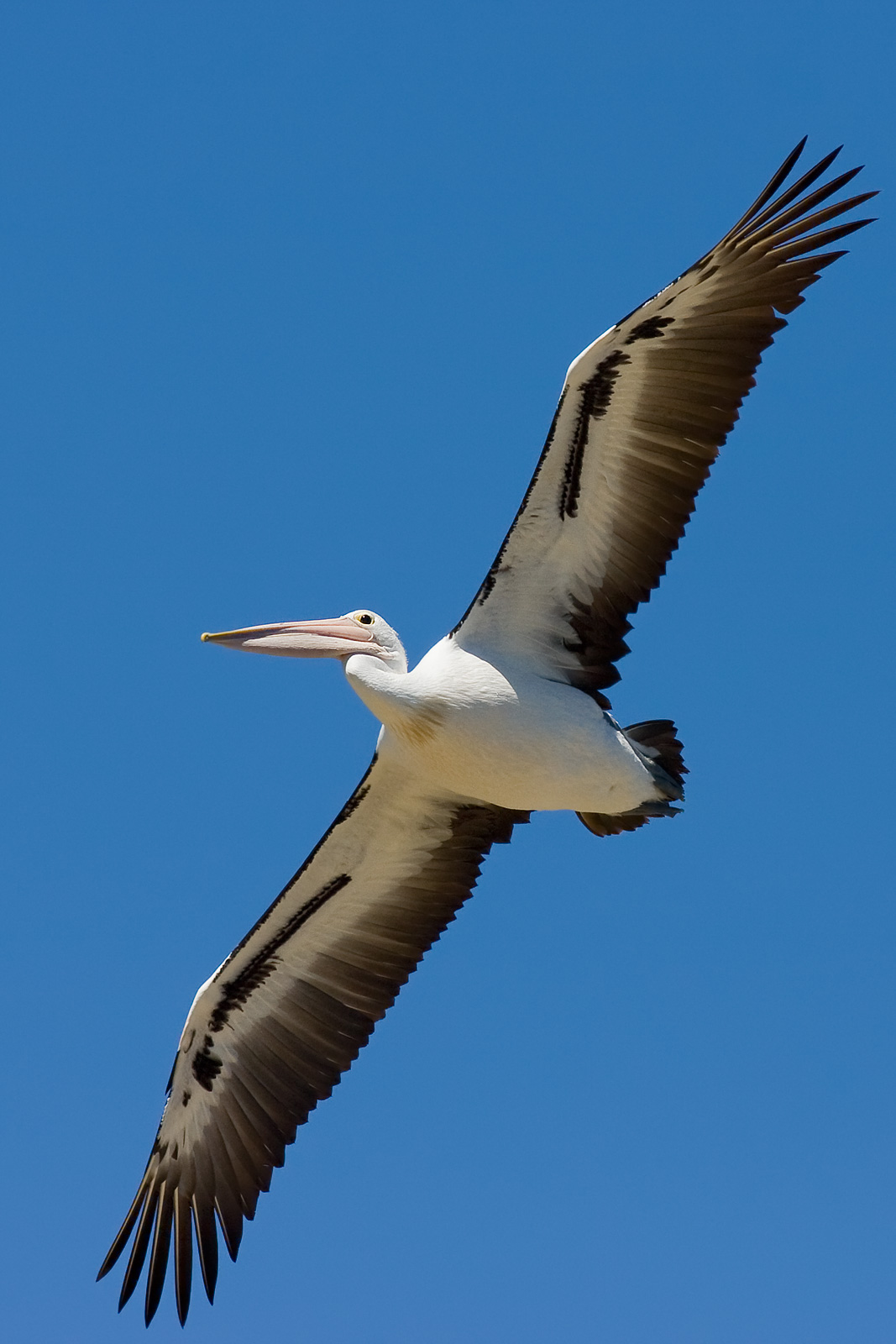
Australisk pelikan i flykten.

## Ekologi
Den föredrar områden med stora öppna vattenytor där det finns god tillgång på fisk, som är dess huvudsakliga föda. Pelikanerna fiskar vanligen tillsammans i grupper.
Häckningen sker i kolonier och hanen och honan turas om med ruvningen av äggen och uppfödningen av ungarna. Boet byggs på marken och bomaterialet är pinnar och växtdelar. De två till fyra stora vita äggen ruvas i 32 till 35 dagar och ungarna blir flygfärdiga efter omkring 14 veckor.

## Status och hot
Arten har ett stort utbredningsområde och en stor population med stabil utveckling. Utifrån dessa kriterier kategoriserar internationella naturvårdsunionen IUCN arten som livskraftig (LC).

## Namn
Arten har på svenska även kallats glasögonpelikan.